# Campeonato Africano de Atletismo de 2014 - Lançamento de martelo feminino
A prova do lançamento de martelo feminino do Campeonato Africano de Atletismo de 2014 foi disputada no dia 10 de agosto de 2014 no Estádio de Marrakech  em Marrakech, no Marrocos. Participaram da prova 15 atletas. 

## Recordes
Antes desta competição, os recordes mundiais e do campeonato nesta prova eram os seguintes:
|                       | Nome          | Nacionalidade | Distância | Local     | Data                |
| --------------------- | ------------- | ------------- | --------- | --------- | ------------------- |
| Recorde mundial       | Betty Heidler | Alemanha      | 79m 42cm  | Halle     | 21 de maio de 2011  |
| Recorde do campeonato | Marwa Hussein | Egito         | 66m 14cm  | Brazavile | 17 de julho de 2004 |
| Recorde africano      | my Sène       | Senegal       | 69m 70cm  | Forbach   | 25 de maio de 2014  |

## Medalhistas
| Ouro                   | Prata          | Bronze              |
| Laetitia Bambara (BUR) | Amy Sène (SEN) | Sarah Bensaad (TUN) |

## Cronograma
Todos os horários são locais (UTC+1).
| Data         | Hora  | Evento |
| ------------ | ----- | ------ |
| 10 de agosto | 19:45 | Final  |

## Resultado final
| Posição           | Atleta                 | Nacionalidade   | #1    | #2    | #3    | #4    | #5    | #6    | Resultados | Notas |
| ----------------- | ---------------------- | --------------- | ----- | ----- | ----- | ----- | ----- | ----- | ---------- | ----- |
| Medalha de ouro   | Laetitia Bambara       | Burquina Fasso  | 62.37 | 64.33 | 64.54 | 64.24 | x     | 65.44 | 65.44      |       |
| Medalha de prata  | Amy Sène               | Senegal         | x     | 60.06 | x     | 63.40 | 63.76 | 64.46 | 64.46      |       |
| Medalha de bronze | Sarah Bensaad          | Tunísia         | x     | 59.89 | 57.99 | 59.53 | 59.08 | 60.97 | 60.97      |       |
| 4                 | Queen Obisesan         | Nigéria         | x     | 56.49 | 57.88 | 58.95 | 59.99 | x     | 59.99      |       |
| 5                 | Zouina Bouzebra        | Argélia         | 55.85 | 53.83 | 58.71 | 58.48 | x     | x     | 58.71      |       |
| 6                 | Nanette Stapelberg     | África do Sul   | 54.76 | x     | x     | 55.49 | x     | 54.21 | 55.49      |       |
| 7                 | Aya Ebrahem Adly       | Egito           | x     | 49.67 | 52.61 | x     | 50.10 | x     | 52.61      |       |
| 8                 | Lucy Omondi            | Quênia          | 48.05 | 51.44 | 47.42 | 44.60 | 46.53 | x     | 51.44      |       |
| 9                 | Nabiha Gueddah         | Tunísia         | x     | x     | 50.32 |       |       |       | 50.32      |       |
| 10                | Soukaina Zakour        | Marrocos        | x     | x     | 49.36 |       |       |       | 49.36      |       |
| 11                | Linda Oseso            | Quênia          | 44.56 | 48.06 | x     |       |       |       | 48.06      |       |
| 12                | Fatine Oubourougaa     | Marrocos        | 46.78 | 47.96 | x     |       |       |       | 47.96      |       |
| 13                | Mafula Di Mareta       | Angola          | x     | 45.25 | 44.99 |       |       |       | 45.25      |       |
| 14                | Esther Melissa Arlanda | Ilhas Maurícias | 40.70 | x     | 40.82 |       |       |       | 40.82      |       |
| 15                | Julia Agawu            | Gana            |       |       |       |       |       |       | DNS        |       |

Legenda
| Recorde mundial       | Recorde mundial (World record)               |                       | Recorde africano                      | Recorde africano (African) |                                           | Q | Classificado por posição (Qualified) |
| Recorde do campeonato | Recorde do campeonato (Championship record)  | Recorde da América    | Recorde da América (Americas)         | q                          | Classificado por melhor tempo (Qualified) |   |                                      |
| Melhor marca do ano   | Melhor marca do ano (World leading)          | Recorde asiático      | Recorde asiático (Asian)              | DNS                        | Não largou (Did not start)                |   |                                      |
| Recorde nacional      | Recorde nacional (National record)           | Recorde europeu       | Recorde europeu (European)            | DNF                        | Não terminou (Did not finish)             |   |                                      |
| Recorde pessoal       | Recorde pessoal do atleta (Personal best)    | Recorde da Oceania    | Recorde da Oceania (Oceania)          | DSQ / DQ                   | Desclassificado (Disqualified)            |   |                                      |
| Recorde da temporada  | Recorde da temporada do atleta (Season best) | Recorde sul-americano | Recorde sul-americano (South America) | NM                         | Sem marca (No mark)                       |   |                                      |